# إعصار بوب (1985)
إعصار بوب هو الأول من بين ستة أعاصير تضرب الولايات المتحدة خلال موسم أعاصير المحيط الأطلسي عام 1985 . يعتبر العاصفة الاستوائية الثانية وأول إعصار في هذا العام ، تطور بوب من موجة استوائية في 21 يوليو في شرق خليج المكسيك . بدأ بالتحرك شرقًا ، جاعلًا اليابسة جنوب غرب فلوريدا بمثابة عاصفة استوائية ضعيفة. ثم تحولت العاصفة إلى الشمال واشتدت بسرعة إلى حالة الإعصار في 24 يوليو. في اليوم التالي ، وصلت إلى اليابسة بالقرب من بوفورت ، ساوث كارولينا ، لتصبح واحدة من ستة أعاصير قياسية ضربت الولايات المتحدة خلال موسم واحد. ضعف بوب بسرعة فوق الأرض ، وامتصه حوض أمامي فوق شرق فيرجينيا الغربية في 26 يوليو.
تسبب إعصار بوب في 20 مليون دولارًا في الخسائر المادية فضلا عن خمس وفيات غير مباشرة. في فلوريدا ، تسببت العاصفة في هطول أمطار غزيرة بلغت ذروتها أكثر من 20 بوصة (508 مـم) في مدينة إيفرجليدز . كان هطول الأمطار مفيدًا في معظم المناطق ،بسبب الظروف الجافة التي استمرت طوال العام. كان الضرر ضئيلًا في ساوث كارولينا ، حيث وصل الإعصار إلى اليابسة في النهاية. في ولاية فرجينيا ، تسببت العاصفة في ثلاثة أعاصير ، دمر أحدها منزلين.

## تاريخ الأرصاد الجوية
دخلت بقايا موجة استوائية شرق خليج المكسيك في 20 يوليو، تشكلت منطقة من الضغط المنخفض وتطورت إلى منخفض استوائي في 21 يوليو، تكثف النظام في العاصفة الاستوائية بوب في وقت متأخر من يوم 22 يوليو، ووصل إلى اليابسة بين نابولي وفورت مايرز، فلوريدا في 23 يوليو بسرعة 45 ميلاً في الساعة (70 كم / ساعة) في شكل عاصفة استوائية، في ذلك الوقت، كان الحمل الحراري يتركز جنوب وشرق المركز.
أثناء تحركه عبر فلوريدا، استدار بوب إلى الشمال الشرقي، ثم إلى الشمال، غادر بعد ذلك شبه الجزيرة ودخل المحيط الأطلسي بالقرب من شاطئ فيرو في وقت مبكر من يوم 24 يوليو. وبينما تحرك فوق المياه الدافئة لتيار الخليج، سرعان ما اشتد ليصبح إعصارًا من الفئة 1 حين بلغت سرعته 70 ميلًا (115 كم) شرق جاكسونفيل فلوريدا، ولأنه كان جزءًا لا يتجزأ من الامتداد الغربي للتلال شبه الاستوائية، فقد احتفظ بوب بضغط جوي أعلى من المتوسط.

## الاستعدادات
عندما تم تصنيف بوب على أنه عاصفة استوائية، أصدر المركز الوطني للأعاصير تحذيرات عاصفة لفلوريدا كيز غرب كريج كي، نصحت الزوارق الصغيرة بالبقاء في الميناء، بينما كانت العاصفة تقع قبالة الساحل الشرقي الأوسط لفلوريدا، أصدر المركز الوطني للأعاصير تحذيرًا من هبوب عاصفة ومراقبة إعصار من سافانا، جورجيا إلى ليتل ريفر، ساوث كارولينا.
قام الآلاف من السكان بإخلاء المناطق الساحلية في ساوث كارولينا، سعى 850 شخصًا للحصول على الحماية في الملاجئ بما في ذلك 500 في مدرسة ابتدائية في مقاطعة هوري و240 في ملجأ في جراند ستراند، في مقاطعة بوفورت، تم إغلاق مكاتب المدينة والمقاطعة مبكرًا ونصحت الشركات بإرسال عمالها إلى منازلهم قبل الأوان.  قام المسؤولون في مقاطعة تشاتام، جورجيا بإخلاء دور رعاية المسنين في جزيرة تايبي وشجعوا الآخرين على المغادرة بسبب احتمالية ارتفاع المد والجزر ليعزلا الجزيرة عن طريق قطع طريق الولايات المتحدة رقم 80.

## التأثير
تسبب إعصار بوب في أضرار قدرها 20 مليون دولار وتسبب في خمس وفيات غير مباشرة.

### فلوريدا
في جنوب فلوريدا، بقي أعنف هطول للأمطار في جنوب وشرق مركز العاصفة، تم تسجيل 21.5 بوصة (546 ملم) من الأمطار في مدينة إيفرجليدز، أبلغت الأجزاء الشمالية من الولاية عن وجود كميات ضئيلة من الأمطار تصل إلى عدة بوصات من الأمطار، في نابولي، وصلت سرعة الرياح المستمرة إلى 40 ميلاً في الساعة (65 كم / ساعة)، مع ذروة عاصفة تبلغ 58 ميلاً في الساعة (93 كم / ساعة)، تسببت الأمواج العاتية والمد والجزر فوق المتوسط في تآكل الشواطئ بدرجة معتدلة إلى شديدة في أجزاء من مقاطعات ساراسوتا وتشارلوت. غمرت العاصفة الاستوائية بوب الطرق وأسقطت الأشجار في فلوريدا، اندلعت البحار الهائجة فوق الجدران البحرية في الأجزاء الجنوبية الغربية من الولاية، وتسبب اجتماع المد والجزر والأمطار الغزيرة في إغلاق الجسور المؤدية إلى جزيرة سانيبل وجزيرة ماركو لتبقى الجزر معزولة مؤقتًا، ثم تمت إعادة فتحها عندما انحسرت المياه، ذكرت شركة فلوريدا باور آند لايت أن ما بين 1200 و1500 مسكناً كانت بدون كهرباء في 23 يوليو، وفي مقاطعة بالم بيتش، تسبب هطول الأمطار من العاصفة في أضرار زراعية.
كان الضرر الإجمالي ضئيلًا ومقتصرًا على الممتلكات الصغيرة بالقرب من الساحل، كان هطول الأمطار في العاصفة مفيدًا في المناطق التي عانت من ظروف الجفاف، في شمال شرق فلوريدا وجورجيا، حدث تآكل للشواطئ على طول الساحل، كان بوب واحدًا من أربعة أعاصير استوائية في يوليو تؤثر على مقاطعة بالم بيتش منذ عام 1878.

### كارولينا

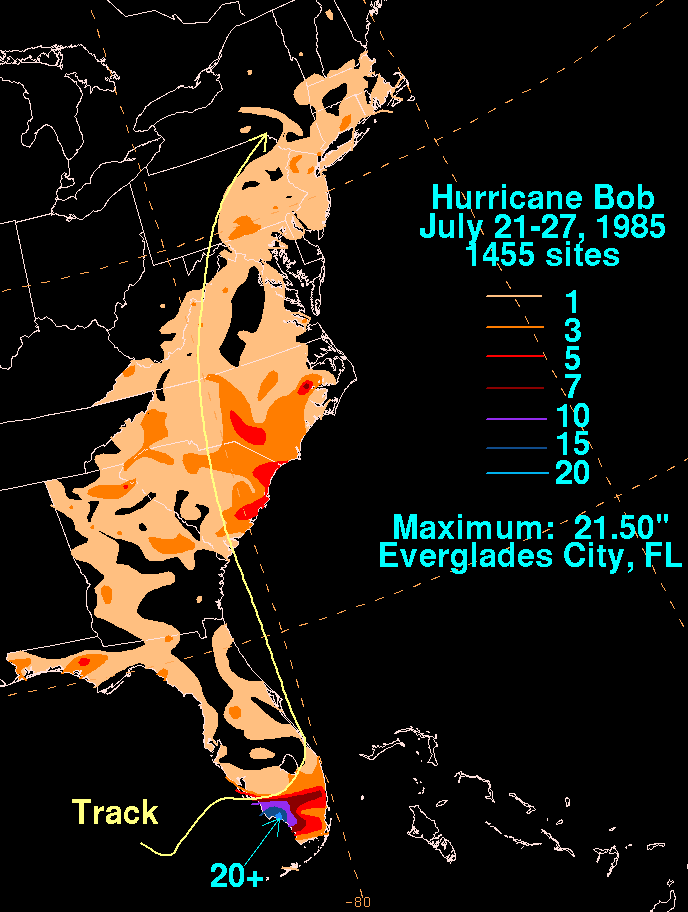
إجماليات هطول الأمطار المقدرة من إعصار بوب

كانت أقوى رياح من إعصار بوب محصورة في المناطق الواقعة شرق مركزه عندما وصل إلى الشاطئ حوالي الساعة 1 صباحًا بتوقيت شرق الولايات المتحدة، على طول جزر الحاجز قبالة ساحل تشارلستون، تحطمت النوافذ وسقطت خطوط الكهرباء، في الداخل، تم وصف عدم وجود ضرر على الرغم من الرياح العاتية بأنه "لا يُصدق تقريبًا"، جورج تاون وساوث كارولينا و105 أميال (170 كم) شمال شرق المكان الذي وصلت فيه العاصفة إلى اليابسة، سجلت رياح مستدامة تبلغ 58 ميلاً في الساعة (93 كم / ساعة) وأنتج نطاق مطري حلزوني ذروة رياح تبلغ 83 ميلاً في الساعة (134 كم / ساعة)  في هولدن بيتش، عند التحرك إلى الشاطئ، أنتج الإعصار مدًا يقدر بنحو 2.6 قدم (0.79 م) في شاطئ إديستو، كان هطول الأمطار في ولايتي كارولينا معتدلاً، تلقت أجزاء من ساوث كارولينا الساحلية أكثر من 5 بوصات (127 ملم) من الأمطار، أبلغت ميرتل بيتش عن ذروة على مستوى الولاية بلغت 7.79 بوصة (198 ملم)، هبت رياح بقوة الإعصار أسقطت الأشجار وخطوط الكهرباء، تاركة أكثر من 32000 شخص بدون كهرباء، بما في ذلك أكثر من 25000 في منطقة تشارلستون.

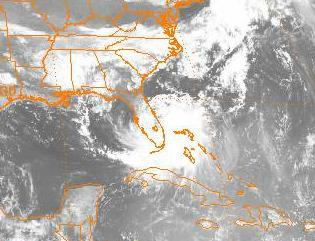
العاصفة الاستوائية بوب تهبط على فلوريدا